# Hydraecia fuscata
Hydraecia fuscata är en fjärilsart som beskrevs av Horke 1952. Hydraecia fuscata ingår i släktet Hydraecia och familjen nattflyn. Inga underarter finns listade i Catalogue of Life.